# Actinomyces viscosus
Actinomyces viscosus is een humaan en dierlijk pathogeen/pathobiont dat de mond van 70% van de volwassen mensen koloniseert. A. viscosus heeft een lage virulentie en wordt vaak verward met andere actinomyceten.

## Morfologie
Actinomyces viscosus is Gram-positief, facultatief anaëroob, staafvormig en draadvormig. Hij groeit langzaam op niet-selectieve media en vormt grijze en witte kolonies.

## Pathogenese
Actinomyces viscosus veroorzaakt parodontale aandoeningen bij dieren en is geïsoleerd uit menselijke tandsteen en worteloppervlakcariës, evenals uit de mondholte van hamsters en actinomycotische laesies bij varkens, katten en honden. Verder is aangetoond dat het endocarditis bij mensen kan veroorzaken. Van Actinomyces viscosus is ook bekend dat het longinfecties kan veroorzaken, maar slechts in zeer weinig gevallen. Infecties zijn te behandelen met penicilline gedurende drie weken.

## Diagnose
Actinomyces viscosus infectiesymptomen zijn niet te onderscheiden van Actinomyces israelii infectiesymptomen of Actinomyces bovis infectiesymptomen. Actinomyces israelii en Actinoxcys bovis infecties veroorzaken meestal actinomycotische infecties, maar soms en zeer zelden zal de verwekker Actinoyces viscosus zijn. Actinomyces viscosus kolonies testen positief op catalase en negatief op indool.

## Behandeling
Meerweekse antibiotische therapieën hebben actinomycotische infecties genezen. Therapieën omvatten behandeling met penicilline, sulfadimethoxine, flucloxacilline, clindamycine, tetracycline, en ticarcilline. Actinommyces viscosus is gewoonlijk resistent tegen vancomycine, metronidazol, cefalexine, en dicloxacilline. Behandelingen duren minstens drie weken, met enkele uitzonderingen. Hoewel Actinomyces viscosus moeilijk te onderscheiden is van andere nauw verwante actinomyceten, is de algemene vaststelling dat het een actinomyceet is, voldoende voor de behandeling van infecties.